# Pedro Bordaberry

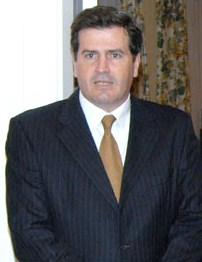
Dr. Pedro Bordaberry.

Juan Pedro Bordaberry Herrán (Montevidéu, 28 de abril de 1960) é um advogado e político uruguaio.
Filho do ex-presidente Juan María Bordaberry, foi ministro em 2002-2005.
Eleito senador pelo Partido Colorado em 2010.